# Carolina Scarponi
Carolina Scarponi (* 2. Juni 2005) ist eine argentinische Leichtathletin, die sich auf den Stabhochsprung spezialisiert hat.

## Sportliche Laufbahn
Erste Erfahrungen bei internationalen Wettkämpfen sammelte Carolina Scarponi bei den Jugend-Südamerikaspielen 2022 in Rosario, bei denen sie mit übersprungenen 3,80 m die Goldmedaille gewann. Anschließend siegte sie mit derselben Höhe bei den U18-Südamerikameisterschaften in São Paulo, ehe sie bei den U23-Südamerikameisterschaften in Cascavel mit 3,95 m die Silbermedaille hinter der Brasilianerin Sophia Salvi gewann. Im Jahr darauf siegte sie mit 3,50 m bei den U20-Südamerikameisterschaften in Bogotá und belegte dann bei den Panamerikanischen-U20-Meisterschaften in Mayagüez mit 3,75 m den fünften Platz. 2024 verteidigte sie bei den U20-Südamerikameisterschaften in Lima mit 3,80 m ihren Titel, ehe sie bei den U20-Weltmeisterschaften ebendort mit derselben Höhe den Finaleinzug verpasste. Im Jahr darauf gewann sie bei den Hallensüdamerikameisterschaften in Cochabamba mit 4,05 m die Bronzemedaille hinter den Brasilianerinnen Beatriz Chagas und Isabel de Quadros.
2024 wurde Scarponi argentinische Meisterin im Stabhochsprung. 